# Cicada (satélite)
Cicada (código GRAU: 11F643), ou Tsikada, em russo Цикада que significa "Cigarra", é a designação de uma série de satélites de navegação para uso civil, lançados pela União Soviética, eram equivalentes aos sátélites Tsiklon de uso militar. 
Assim como o sistema de navegação militar, os satélites Cicada eram usados na composição da frota de um sistema de navegação por satélite para uso civil de mesmo nome, o "Cicada".
Os satélites eram baseados na mesma plataforma KAUR-1. O desenvolvimento, teve início em 1974 tendo o satélite Parus como base, e vinte deles foram lançados entre 1976 (Kosmos 883) e 1995 (Kosmos 2315).